# Анюхино
Анюхино (Аннюхино; устар. Анюхина) — деревня в Малоярославецком муниципальном районе Калужской области. Входит в сельское поселение «Село Ильинское».
Название происходит от уменьшительной формы имени Анна — Анюха.

## География
Расположена на берегу реки Бобольская, рядом деревни Ковчег, Каменево и Боболи.

## История
В 1782 году деревня Аняшино, что на правом берегу реки Кщома, вместе с селом Боболи, деревней Каменево и пустошами Боровского уезда принадлежали Авдотье Александрове Зиновьевой и князю Василию Ивановичу Долгорукову. Земли частично относились к Медынскому уезду Калужского наместничества.По данным на 1869 год Анюхина — владельческая деревня в 16 дворов с 146 жителями. После реформ 1861 года вошла в Ильинскую волость Боровского уезда. В 1892 году население составляло 125, в 1912 — 140 человек